# Női ugrásgyakorlat a 2005. évi nyári európai ifjúsági olimpiai fesztiválon
A 2005. évi nyári európai ifjúsági olimpiai fesztiválon az torna versenyszámait Lignano Sabbiadoróban rendezték. A női ugrásgyakorlat selejtezőjét július 5.-én, a döntőjét pedig július 8.-án rendezték.

## Döntő
| H     | Név                  | Nemzet      | Bünt | Össz  | Mj |
| ----- | -------------------- | ----------- | ---- | ----- | -- |
| Arany | Sandra Raluca Izbasa | Románia     |      | 9.175 |    |
| Ezüst | Vanessa Ferrari      | Olaszország |      | 9.143 |    |
| Bronz | Karina Myasnikova    | Oroszország |      | 9.062 |    |
| 4.    | Ksenia Afanaseva     | Oroszország |      | 9.025 |    |
| 5.    | Marina Sergienko     | Ukrajna     |      | 8.931 |    |
| 6.    | Federica Macrì       | Olaszország |      | 8.881 |    |
| 7.    | Tanya Valova         | Ukrajna     |      | 8.875 |    |
| 8.    | Lichelle Julisa Wong | Hollandia   |      | 8.843 |    |
|       |                      |             |      |       |    |
|       | Sanne Wevers         | Hollandia   |      |       | T1 |
|       | Anja Brinker         | Németország |      |       | T2 |
|       | Kristýna Pálešová    | Csehország  |      |       | T3 |